# Дюссельдорф-Герресхайм

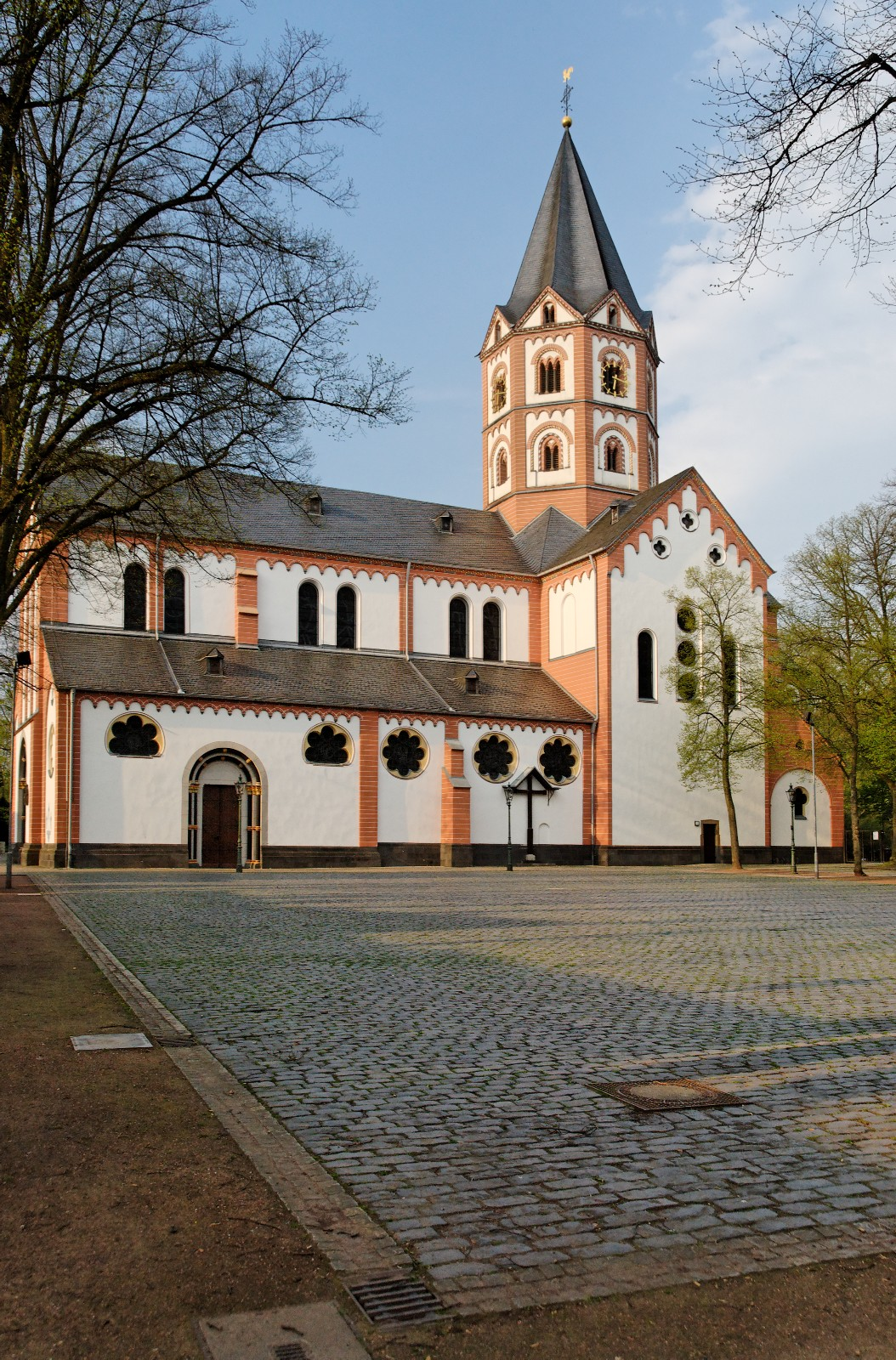
Церковь Св. Маргариты, Герресхайм

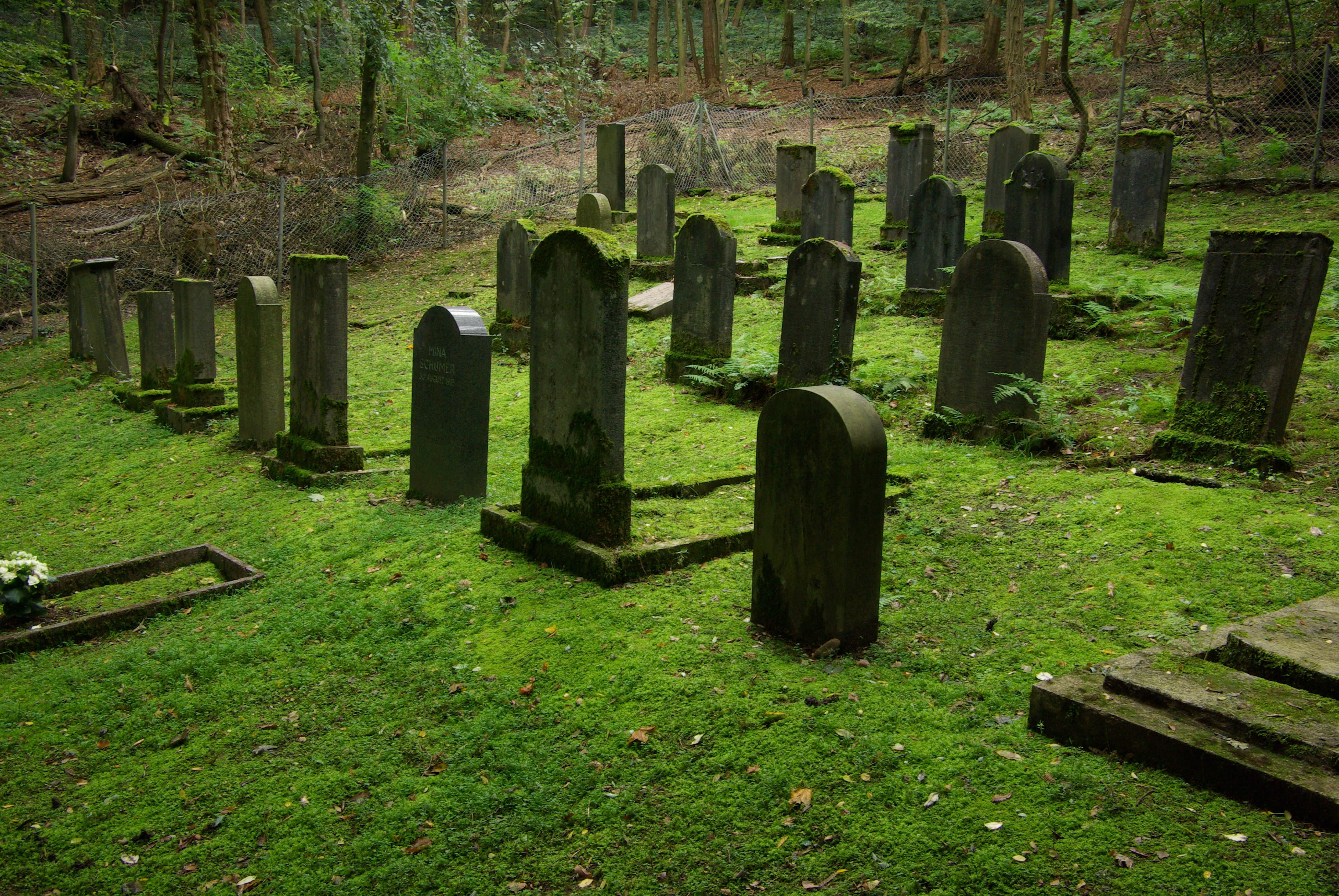
Старое еврейское кладбище, Герресхайм

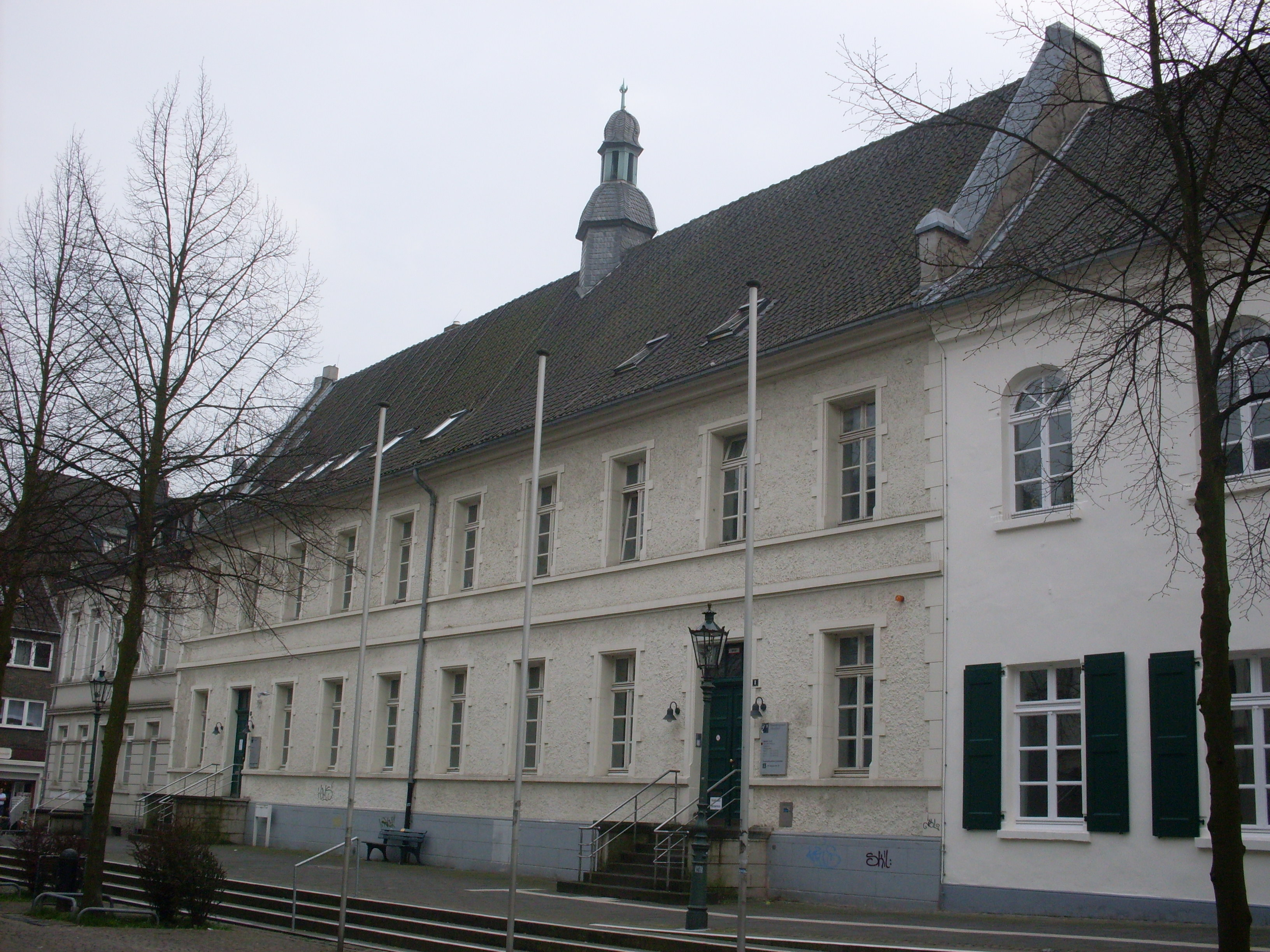
Ратуша, Герресхайм

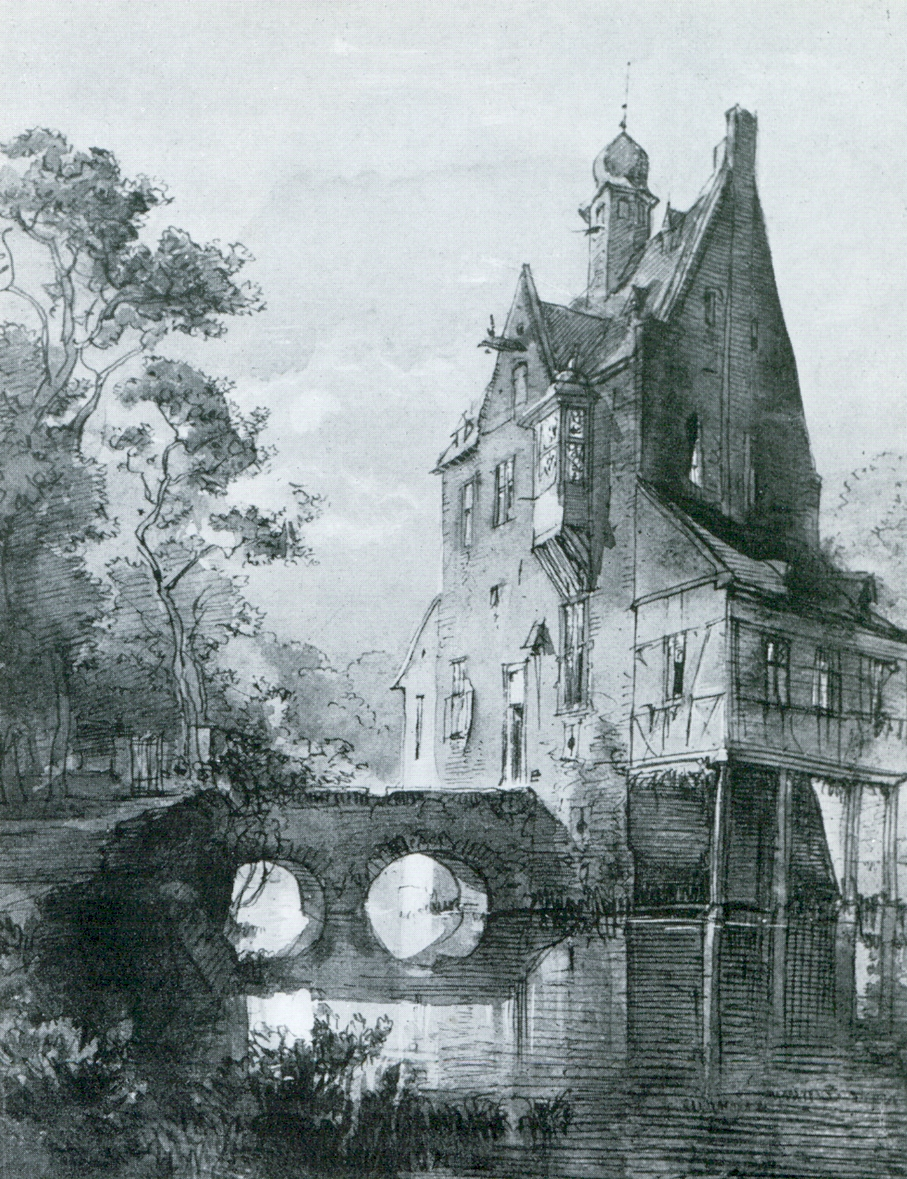
Кваденхоф, около 1840 года, Герресхайм

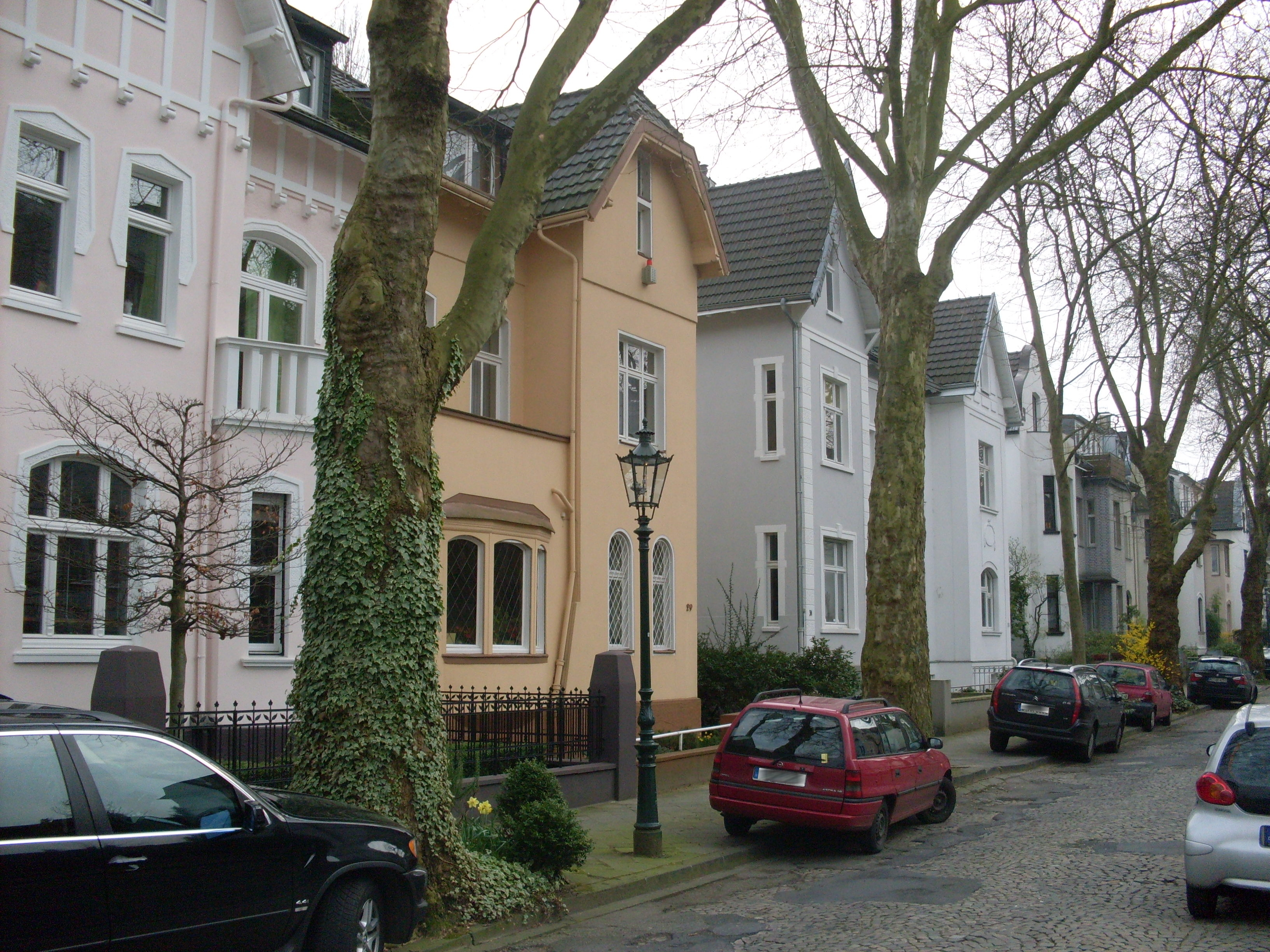
Жилые кварталы в Герресхайме

Герресхайм (нем. Gerresheim), — один из 50-ти административных районов Дюссельдорфа (Северный Рейн-Вестфалия, Германия), расположенный в восточной части города (на юге округа 07).

## Положение
Положение района выгодное. Он расположен на интенсивном автомобильном транспортном коридоре Дюссельдорф — Меттман, недалеко от автобана А3 с въездным-выездным кольцом, позволяющим жителям Герресхайма быстро добираться до многих населённых пунктов Большого Рура. Кроме того, через территорию района проложена железная дорога Дюссельдорф — Вупперталь, имеющая остановочную платформу для пригородных электоропоездов, следующих в Вупперталь и Меттман. Район не может использовать выгоды своего положения в полной мере, поскольку отсутствует железнодорожный вокзал для скоростных поездов и региональных экспрессов. В то же время наличие двух трамвайных линий (703 и 709), а также нескольких автобусных маршрутов (724, 725, 730, 734, 736,737, 738, 781) соединяющих восточные районы Дюссельдорфа с другими районами Дюссельдорфа и Меттманом делают Герресхайм региональным транспортным центром.
Герресхайм граничит с другими административными районами Дюссельдорфа: Хуббельрат (Hubbelrath), Люденберг (Ludenberg), Графенберг (Grafenberg), Флингерн-Норд (Flingern-Nord), Лиренфельд (Lierenfeld), Феннхаузен (Vennhausen) и Унтербах (Unterbach). На востоке Герресхайм граничит с городом Меттман. Здесь начинаются холмистые Нижнегорные земли (Niederbergischen Landes).

## Общая характеристика и особенности
Герресхайм вошёл в состав Дюссельдорфа 1 апреля 1909 года. До сих пор в нём присутствуют черты отдельного городского поселения, расположенного среди холмистой местности. С закрытием в 2005 году одного из крупнейших в Европе стекольных заводов Герресхайм утратил черты индустриального района и превратился в спальный район с чертами торгового центра (в черте района находится один из крупнейших в Европе магазинов стройматериалов (Baumarkt). Здесь же находится одна из крупнейших в Дюссельдорфе больниц универсального характера. Район застроен одно-и среднеэтажной высоты зданиями.
Отличительной особенностью Герресхайма является наличие крупной итальянской диаспоры, переселившейся с юга Италии в 50-60-е годы XX века для работы на стекольном заводе. Итальянцев здесь более 900 человек и они открыли многочисленные кафе, рестораны, бары, пиццерии.

## Улицы
В Герресхайме насчитывается 153 улицы различных типов. Собственно улиц (Straße) — 80. На втором месте улицы, называющиеся «дорогами» (Weg), их насчитывается 42. Кроме этого имеются две обычных площадьи, две торговых площади, две улицы с названием «ворота» (Tor), свидетельствующее о старинных стенах и воротах, ограждавших средневековой независимый город Герресхайм, одна аллея, один переулок, одно «поле». Оставшиеся 22 улицы имеют специфические названия, связанные как с историческим прошлым города, так и с его природными особенностями. Несколько улиц Герресхайма, расположенных в черте старого крепостного города и служащие сегодня основными торговыми улицами района, являются пешеходной и туристской зоной Герресхайма.

## Достопримечательности
Герресхайм является одним из наиболее посещаемых туристами и отдыхающими районов Дюссельдорфа, привлекающих к себе как историческими и архитектурными памятниками, так и живописными природными ландшафтами. По центру Герресхайма проводятся организованные пешеходные экскурсии.
- Базилика Святой Маргариты. Значительная цель для христианских паломников. Здесь хранятся мощи святого мученика Ипполита Римского, мощи Геррика, — основателя Герресхайма, рукописное Евангелие (Новый завет) времён императоров Оттонов (XI век), деревянное распятие Христа, считающееся старейшим в Европе (X век).
- Площадь Геррикуса (Gerricusplatz) c фонтаном, оформленным к 1000-летию Герресхайма (1970 год) известным дюссельдорфским скульптором Карлом Хайнцем Кляйном (Karl-Heinz Klein). По периметру площади расположены фахверковые строения XIX века.
- Кваденхоф (Quadenhof), бывший водный замок (XV век), воспетый несколькими художниками Дюссельдорфской академии художеств.
- Дом каноников у Нойских ворот.
- Часовня Крови Господней (Blutskapelle). В неё ежегодно совершается крупный крестный ход с частицей Крови Господней с Голгофы.
- Памятный знак безвинно уничтоженным во времена католических гонений на так называемых «ведьм».
- Лесное герресхаймское кладбище с памятником жертвам национал-социализма, советским военнопленным и угнанным на принудительные работы в Германию в годы Второй мировой войны.
- Старое еврейское кладбище, находящееся под охраной закона.
- Памятный знак на месте герресхаймской синагоги.
- Часовня Геррикуса.
- Здание ратуши — бывшего женского монастыря.